# Kimia Alizadeh
Kimia Alizadeh Zonoozi (en persa: کیمیا علیزاده زنوزی‎; Karaj, 10 de julio de 1998) es una deportista iraní que compite en taekwondo (desde 2024 representa a Bulgaria).
Participó en tres Juegos Olímpicos de Verano entre los años 2016 y 2024, obteniendo dos medallas de bronce, en Río de Janeiro 2016 y París 2024, en la categoría de –57 kg.
Ganó dos medallas en el Campeonato Mundial de Taekwondo, en los años 2015 y 2017, una medalla de bronce en el Campeonato Asiático de Taekwondo de 2018 y dos medallas en el Campeonato Europeo de Taekwondo, en los años 2022 y 2024.

## Palmarés internacional
| Representando a Irán     |                              |                   |           |
| Juegos Olímpicos         |                              |                   |           |
| Año                      | Lugar                        | Medalla           | Categoría |
| 2016                     | Río de Janeiro (Brasil)      | Medalla de bronce | –57 kg    |
| Campeonato Mundial       |                              |                   |           |
| Año                      | Lugar                        | Medalla           | Categoría |
| 2015                     | Cheliábinsk (Rusia)          | Medalla de bronce | –57 kg    |
| 2017                     | Muju (Corea del Sur)         | Medalla de plata  | –62 kg    |
| Campeonato Asiático      |                              |                   |           |
| Año                      | Lugar                        | Medalla           | Categoría |
| 2018                     | Ciudad Ho Chi Minh (Vietnam) | Medalla de bronce | –62 kg    |
| Representando a RTA      |                              |                   |           |
| Campeonato Europeo       |                              |                   |           |
| Año                      | Lugar                        | Medalla           | Categoría |
| 2022                     | Mánchester (Reino Unido)     | Medalla de bronce | –62 kg    |
| Representando a Bulgaria |                              |                   |           |
| Juegos Olímpicos         |                              |                   |           |
| Año                      | Lugar                        | Medalla           | Categoría |
| 2024                     | París (Francia)              | Medalla de bronce | –68 kg    |
| Campeonato Europeo       |                              |                   |           |
| Año                      | Lugar                        | Medalla           | Categoría |
| 2024                     | Belgrado (Serbia)            | Medalla de oro    | –62 kg    |